# Phoenician fish salting factory
Phoenician fish salting factory är en fornlämning i Spanien.   Den ligger i provinsen Provincia de Granada och regionen Andalusien, i den södra delen av landet, 400 km söder om huvudstaden Madrid. Phoenician fish salting factory ligger 16 meter över havet.
Terrängen runt Phoenician fish salting factory är kuperad. Havet är nära Phoenician fish salting factory söderut.  Närmaste större samhälle är Almuñécar, 0,36 km nordost om Phoenician fish salting factory. 